# Чемодурово (Московская область)
Чемодурово — деревня в Воскресенском районе Московской области России. Входит в состав городского поселения Воскресенск (до середины 2000-х была в составе Чемодуровского сельского округа). Население — 1809 чел. (2010).

## Население
Согласно Всероссийской переписи, в 2002 году в деревне проживало 1767 человек (808 мужчин и 959 женщин); преобладающая национальность — русские (95 %). По данным на 2005 год в деревне проживало 1783 человека.
| 1926 | 2002  | 2010  |
| ---- | ----- | ----- |
| 544  | ↗1767 | ↗1809 |

## Расположение
Деревня Чемодурово расположена примерно в 4 км к северу от центра города Воскресенска. В 900 м южнее деревни проходит Московское большое кольцо. У восточной границы деревни расположена платформа Трофимово Рязанского направления МЖД. Ближайшие сельские населённые пункты — деревни Трофимово, Хлопки и Маришкино.

## Образование
В деревне Чемодурово расположено муниципальное общеобразовательное учреждение «Чемодуровская Средняя общеобразовательная школа».

## Здравоохранение
В Чемодурово функционирует Чемодуровская сельская врачебная амбулатория, входящая в состав Воскресенской первой районной больницы.

## Улицы
В деревне Чемодурово расположены следующие улицы:
- ул. Восточная
- ул. Зелёная
- ул. Луговая
- ул. Озёрная
- ул. Песчаная
- ул. Северная
- ул. Советская
- ул. Солнечная
- ул. Центральная
- ул. Шоссейная